# James McIntosh Patrick
Pour les articles homonymes, voir Patrick.
James McIntosh Patrick, né le 4 février 1907 à Dundee et mort le 7 avril 1998, est un peintre et aquafortiste écossais, célèbre pour ses peintures finement observées du paysage d'Angus et de sa ville natale, où il vit la majeure partie de sa vie.

## Biographie
James McIntosh Patrick naît le 4 février 1907 au 12 Muirfield Crescent à Dundee. Il est le deuxième fils et le plus jeune des quatre enfants d'Andrew Graham Patrick (1864-1951) et de son épouse, Helen Moncur McIntosh, née Anderson (1866-1953).
Son père, architecte et artiste amateur, l'encourage à dessiner et à peindre. James McIntosh Patrick étudie la peinture à la Glasgow School of Art de 1924 à 1928, auprès de Maurice Greiffenhagen et à Paris. Il s'intéresse à la gravure, qui est très populaire dans les années 1920 et qui s'avère être une source de revenus pour lui pendant les années de la Grande Dépression. Peintre paysagiste de premier plan, il commence sa carrière en produisant des gravures très achevées, mais lorsque le marché de ces dernières s'effondre dans les années 1930, il se tourne vers la peinture à l'aquarelle et à l'huile.
Patrick rejoint le personnel de la Dundee School of Art en 1929, d'abord pour enseigner la gravure, puis la peinture et l'histoire de l'art. Il continue à y enseigner pendant la majeure partie de sa vie, notamment dans le cadre de cours de peinture non professionnels très populaires le samedi matin.
Patrick réalise des portraits et des natures mortes mais il est surtout connu pour ses peintures de paysages cultivés de la campagne écossaise. Ils sont souvent très vastes et pourtant méticuleusement détaillés. En cela, il est comparé à Bruegel. Son style est traditionnel mais son utilisation de la couleur peut être audacieuse, tout comme certains aspects de la composition de plusieurs de ses tableaux. Dans Spring in Eskdale (1935), la scène semble être vue de haut, donnant une vue presque aérienne, tandis que dans Stobo Kirk (1936) la perspective est à nouveau délibérément mais subtilement déformée. De manière moins conventionnelle, ses paysages utilisent fréquemment des chemins, des routes, des voies d'eau ou d'autres éléments menant du premier plan au second plan ou au-delà, attirant le spectateur dans l'image. Cette marque de composition se retrouve dans l'un de ses premiers paysages, The Three Sisters, Glencoe (1934), Spring in Eskdale et nombre de ses œuvres ultérieures.[réf. nécessaire]
Comme de nombreux artistes de l'entre-deux-guerres, il est présenté comme un « artiste de renom » dans le magazine The Artist, Vol XIV No 3, en novembre 1937.
Il reçoit de nombreux prix dont le prix Guthrie et est élu membre à part entière de la Royal Scottish Academy en 1957. Il est nommé OBE dans les honneurs d'anniversaire 1997.
James McIntosh Patrick meurt le 7 avril 1998.

## Œuvres
Ses œuvres sont exposées dans des lieux tels que McManus Galleries and Museum, Dundee, Aberdeen Art Gallery, Glasgow Art Gallery, Edinburgh City Art Center, Manchester Art Gallery, la Walker Art Gallery, la National Gallery of South Africa, la National Gallery of South Australia, la Sydney Art Gallery et le Carnegie Institute (Pittsburgh, Pennsylvanie, USA).
Pour célébrer sa victoire au concours University Challenge 1983, l'Université de Dundee charge Patrick de réaliser deux tableaux de son campus. Parmi les autres exemples d'œuvres de James McIntosh Patrick conservées dans les collections d'art de l'université figurent les portraits du directeur Angus Robertson Fulton et d'Arthur Alexander Matheson.
En 1999, la famille Patrick fait don de ses archives à la Scottish National Gallery of Modern Art.